# Gemeinde Silberegg
Die Gemeinde Silberegg war eine Gemeinde im Kärntner Bezirk Sankt Veit an der Glan, die ab 1850 bestand, bis sie 1870 durch eine Gemeindezusammenlegung in der Gemeinde Krasta aufging, die später in Kappel am Krappfeld umbenannt wurde.

## Geografie

### Lage
Die Gemeinde lag inmitten des Bezirks Sankt Veit an der Glan, am Nordostrand des Krappfelds, südöstlich von Althofen.

### Gliederung

#### Katastralgemeinden
Die Gemeinde umfasste nur die Katastralgemeinde Silberegg in ihren damaligen Grenzen.

#### Ortschaften
Auf dem Gebiet der Gemeinde Silberegg wurden folgende Ortschaften geführt:
- Silberegg
- Zedl

## Geschichte
Im Zuge der Verwaltungsreformen nach der Revolution 1848/49 wurden 1850 in Kärnten die politischen Gemeinden errichtet. Der Ort Silberegg wurde von einem reichen Gutsbetrieb mit Branntweinbrennerei und großen Stallungen dominiert und unterschied sich dadurch von den bäuerlichen Siedlungen der unmittelbaren Umgebung. So wurde aus der Steuer- bzw. Katastralgemeinde Silberegg die politische Gemeinde Silberegg mit 8,23 km² Fläche und 206 Einwohnern errichtet. Das Gemeindegebiet hatte zuvor zum Steuerbezirk Silberegg gehört. 
Die Gemeinde gehörte zunächst zum politischen Bezirk Sankt Veit an der Glan und zum Gerichtsbezirk Althofen. 1854 bis 1868 gehörte sie zum Gemischten Bezirk Althofen. Durch die Reformen 1868 wurde sie wieder Teil des politischen Bezirks Sankt Veit an der Glan und des Gerichtsbezirks Althofen, in denen sie bis zu ihrer Auflösung verblieb.
Per 10. Mai 1870 wurden die Gemeinden Silberegg und Krasta fusioniert, wodurch die Gemeinde Silberegg zu bestehen aufhörte und die Gemeinde Krasta vergrößert wurde.

## Bürgermeister
Folgende Personen waren, in chronologischer Reihenfolge, Bürgermeister der Gemeinde:
- Friedrich von Knapitsch (1850 – 1865)
- Hugo von Knapitsch (1865 – 1870)

## Bevölkerung
Für die Gemeinde wurden zur Zeit ihres Bestehens folgende Einwohnerzahlen angegeben:
- 1854: 206 Einwohner[1]
- 1869: 361 Einwohner, 41 Häuser[3]